# دوکوهک (شیراز)
دوکوهک (شیراز)، روستایی از توابع بخش مرکزی شهرستان شیراز در استان فارس ایران است.
با توجه به ابلاغیه استاندار فارس و همچنین مصوبه شورای اسلامی شهر شیراز روستاهای گویم و دوکوهک از توابع بخش مرکزی به شیراز الحاق شده‌اند.

## جمعیت
این روستا در دهستان دراک قرار دارد و براساس سرشماری مرکز آمار ایران در سال ۱۳۸۵، جمعیت آن ۴٬۴۵۳ نفر (۱٬۱۱۵خانوار) بوده‌است.